# Mystique (entreprise)
Pour les articles homonymes, voir Mystique (homonymie).
Mystique était une entreprise qui avait produit des jeux vidéo pornographiques sur la Atari 2600, tels que Beat 'Em and Eat 'Em, Bachelor Party et surtout Custer's Revenge.
Mystique était dérivé de Caballero Control Corporation, qui produisait des films pornographiques, et d'American Multiple Industries. Les jeux de l'entreprise étaient vendus sous l'étiquette « Swedish Erotica », bien qu'ils fussent programmés aux États-Unis et fabriqués à Hong Kong.
Les jeux de Mystique n'ont généralement pas bien été reçus par le public; on leur reproche des concepts trop simples, des mauvais graphismes et des jouabilités médiocres. Les jeux ont contribué à donner une mauvaise image à l'Atari 2600. Atari a attaqué en justice Mystique pour ces jeux, mais a perdu.
Le jeu Custer's Revenge est sans conteste le jeu le plus célèbre qui ait été créé par Mystique, car il place le joueur aux commandes du Général George Armstrong Custer dénudé et en érection qui se doit de violer une jeune fille indienne attachée à un cactus, tout en évitant des flèches ennemies. Ce jeu se retrouve fréquemment parmi les listes des plus mauvais jeux jamais créés.
Mystique fit faillite lors du krach du jeu vidéo de 1983. Les droits sur les jeux de Mystique furent vendus à l'entreprise dérivée PlayAround, qui continua à faire des jeux vidéo érotiques pendant un moment.